# Gregor MacLeod
Gregor MacLeod (* 7. Juni 1998 in Halifax, Nova Scotia) ist ein kanadischer Eishockeyspieler, der seit April 2023 bei den Kölner Haien aus der Deutschen Eishockey Liga (DEL) unter Vertrag steht und dort auf der Position des linken Flügelstürmers spielt. Zuvor verbrachte MacLeod bereits zwei Spielzeiten bei den Nürnberg Ice Tigers in der DEL. Sein Vater Jeff MacLeod war ebenfalls professioneller Eishockeyspieler.

## Karriere

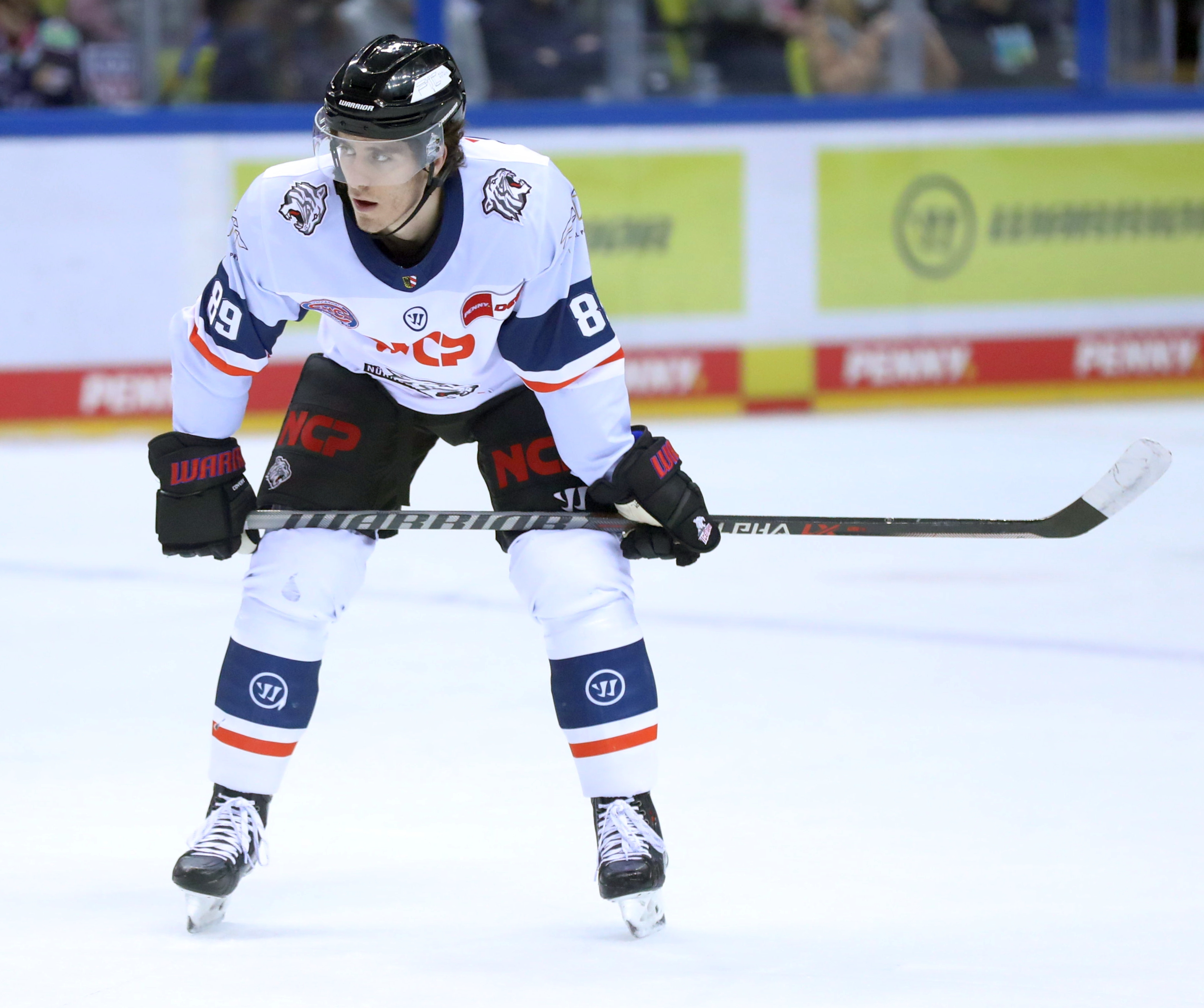
MacLeod im Trikot der Nürnberg Ice Tigers (2021)

MacLeod spielte ab dem Sommer 2015 zunächst für die Campbellton Tigers in der Maritime Junior A Hockey League (MJAHL) und schaffte es dort am Ende der Spielzeit 2015/16 ins All-Star-Team der besten Rookies berufen zu werden. Zur Saison 2016/17 wechselte der Stürmer zu den Charlottetown Islanders aus seiner Heimatprovinz in die höherklassige Juniorenliga Ligue de hockey junior majeur du Québec (LHJMQ). Bei den Islanders verbrachte der Liganeuling seine erste Spielzeit, ehe er Mitte des zweiten Spieljahres Anfang Januar 2018 zum Ligakonkurrenten Remparts de Québec transferiert wurde. Bei den Remparts spielte MacLeod keine zehn Monate, da er im September desselben Jahres erneut Teil eines Transfergeschäfts wurde und gegen ein Draft-Wahlrecht an die Voltigeurs de Drummondville abgegeben wurde. Für die Voltigeurs bestritt der Angreifer die Spielzeit 2018/19, in der er mit ihnen bis in die Vorschlussrunde der Playoffs vordrang. Er selbst erzielte 84 Scorerpunkte und beendete seine Juniorenkarriere mit der besten Ausbeute binnen der drei Spieljahre.
Da MacLeod im NHL Entry Draft unberücksichtigt geblieben war, wurde der Free Agent im März 2019 von den Grand Rapids Griffins aus der American Hockey League (AHL) für die Saison 2019/20 unter Vertrag genommen. Im Verlauf der Spielzeit pendelte er immer wieder zwischen dem AHL-Kader der Griffins und dem des ECHL-Kooperationspartners Toledo Walleye. Dennoch empfahl er sich mit seinen Leistungen für eine einjährige Vertragsverlängerung im Mai 2020. Die Saison 2020/21 absolvierte er daraufhin komplett in der AHL. Er kam in der durch die von der COVID-19-Pandemie geprägten Saison zu 17 Einsätzen und punktete dabei achtmal.
Zur Spielzeit 2021/22 wurde der Kanadier von den Nürnberg Ice Tigers aus der Deutschen Eishockey Liga (DEL) verpflichtet. In der DEL hatte bereits sein Vater Jeff MacLeod zwischen 1997 und 2004 für die Kassel Huskies gespielt. Gregor MacLeod verbrachte zwei Spieljahre in Nürnberg und machte dort mit 37 und 49 Scorerpunkten in der Hauptrunde auf sich aufmerksam. Vor der Saison 2023/24 sicherte sich daher Ligakonkurrent Kölner Haie die Dienste des Offensivspielers zunächst für ein Jahr. Bereits im Dezember 2023 wurde der Vertrag bis zum Sommer 2026 verlängert. Das Vertrauen zahlte MacLeod zurück, indem er seine erste Saison bei den Rheinländern als bester Vorlagengeber der Hauptrunde abschloss. Zudem steigerte er sich auch in seinem dritten DEL-Jahr auf 50 Scorerpunkte in der Hauptrunde.

## Erfolge und Auszeichnungen
- 2016 MJAHL Rookie All-Star Team
- 2024 Bester Vorlagengeber der DEL-Hauptrunde
- 2025 Deutscher Vizemeister mit den Kölner Haien

## Karrierestatistik
Stand: Ende der Saison 2024/25
(Legende zur Spielerstatistik: Sp oder GP = absolvierte Spiele; T oder G = erzielte Tore; V oder A = erzielte Assists; Pkt oder Pts = erzielte Scorerpunkte; SM oder PIM = erhaltene Strafminuten; +/− = Plus/Minus-Bilanz; PP = erzielte Überzahltore; SH = erzielte Unterzahltore; GW = erzielte Siegtore; 1 Play-downs/Relegation; Kursiv: Statistik nicht vollständig)